# Guido Guerra di Dovadola

Stemma dei Guidi

Guido Guerra (1220 circa – Montevarchi, ottobre 1272) è stato un condottiero e politico italiano, membro della famiglia dei conti Guidi di Dovadola, figlio del conte Marcovaldo e di Beatrice dei conti di Capraia.

## Biografia

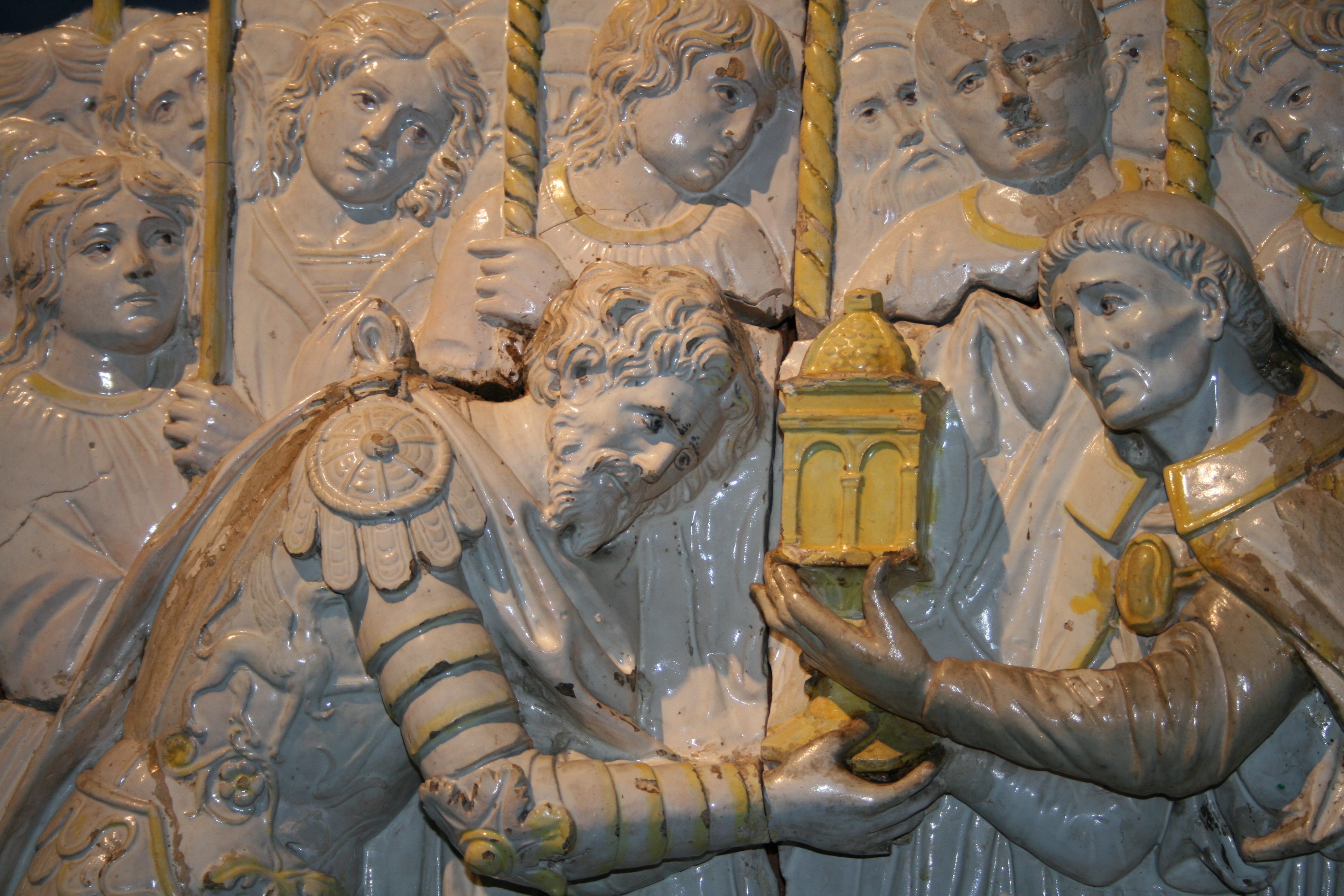
Guido Guerra di Dovadola secondo Andrea della Robbia, Montevarchi, Museo della Collegiata

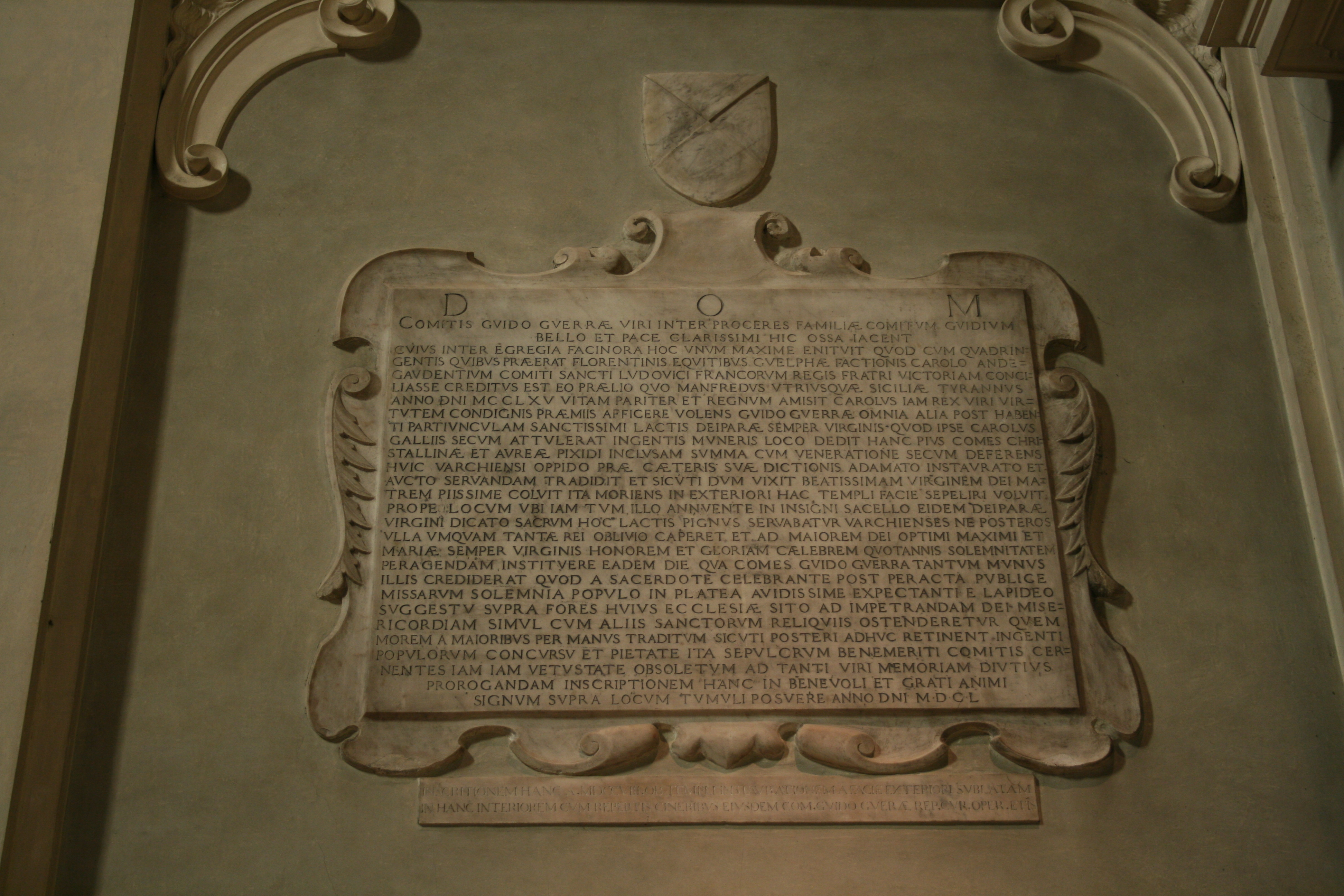
Quel che resta della tomba di Guido Guerra di Dovadola nella Collegiata di Montevarchi. Originariamente le spoglie del Conte vennero seppellite all'esterno sul sagrato della chiesa.

Trascorse un periodo alla corte di Federico II di Hohenstaufen, dove divenne uno dei pupilli del sovrano, sebbene una volta tornato a Firenze egli abbracciasse convintamente la parte guelfa, divenendone uno dei principali capi, divenendo uomo di fiducia di papa Innocenzo IV. Nel 1240 circa, egli, all'epoca ventenne, difese, con la sua guarnigione formata da bolognesi e veneziani, Faenza dall'assedio dell'esercito capitanato da Federico II stesso. Dal 1248 fu Capitano Generale della Santa Sede.
Come uomo d'arme combatté nel 1255 al servizio di Firenze contro gli aretini e nel 1260 partecipò alla battaglia di Montaperti, dove vennero sconfitti i guelfi, causandogli un esilio da Firenze. Entrato al servizio di Carlo I d'Angiò combatté a San Germano e nella battaglia di Benevento (1266), dove la parte guelfa ebbe la sua riscossa. In quell'occasione Guido si distinse particolarmente ricevendone onori e riconoscimenti (Vicario angioino per la Toscana, podestà di Lucca e Capitano Generale dei guelfi di Toscana). Tornato a Firenze nel 1267, morì nel castello di Montevarchi, di sua proprietà, nel 1272.

### Titoli nobiliari
I suoi titoli nobiliari completi erano conte e signore di:
- Dovadola
- Montevarchi
- Portico
- Bagno di Romagna (in porzione con altri familiari)
- Corzano (in porzione)
- Modigliana (in porzione)
- Castel Ruggero (in porzione)
- Montauto (in porzione)
- Montepoli (in porzione)
- Musigliolo (in porzione)
- Agello (in porzione)
- Montebovaro (in porzione)
- Tredozio (in porzione)
- Collina (in porzione)
- Poggio di Valle (in porzione)
- Gransignano (in porzione)
- Castel di Valle (in porzione)
- Fontechiusa (in porzione)
- Verghereta (in porzione)
- Musignano
- Scannello
- Villa Rocca

## Divina Commedia
La sua figura è anche nota per essere uno dei tre fiorentini che Dante Alighieri pose nel girone dei sodomiti, assieme a Jacopo Rusticucci e a Tegghiaio Aldobrandi.
Dante nel passo del canto XVI dell'Inferno aveva forse bisogno di almeno tre figure per creare la scena dei dannati che girano correndo in tondo per la pena di non potersi mai fermare, variando sul tema della passeggiata a fianco del poeta usato come espediente nel precedente passo su Brunetto Latini. Il poeta scelse quindi tre figure prese dal mondo politico e militare della generazione immediatamente precedente alla sua, persone di grande fama che, lo fa dire Dante stesso a Jacopo, non devono ingannare per il loro aspetto miserabile da dannati, essendo stati in vita uomini valorosi e rispettati.
Di Guido si dice che fu il nipote "de la buona Gualdrada", esempio di virtù femminili, e che " in sua vita / fece col senno assai e con la spada" (vv. 38-39).

## Discendenza
Si sposò con Agnesina, forse dei Fieschi parenti di papa Innocenzo IV, dalla cui unione non nacquero figli. Guido Guerra ebbe un figlio naturale di nome Bastardo a cui legò il castello di Castiglione della Regina in Valdarno, mentre il resto dei possedimenti passarono al nipote Guido Salvatico, figlio di suo fratello Ruggero.